# Érase una mudanza
Érase una mudanza fue el primer episodio de la serie de televisión Aquí no hay quien viva. Fue emitido por Antena 3 el 7 de septiembre de 2003 con un 20,9 % de cuota de pantalla y 2 507 000 espectadores.

## Trama
Roberto y Lucía, una pareja joven, acaban de mudarse al edificio número 21 de la ficticia calle Desengaño, en Madrid. Los problemas empiezan nada más llegar, ya que no tienen la llave del portal, que está cerrado, y no saben dónde está el portero. Tras llamar a algunos pisos, comprueban que nadie les quiere abrir. Finalmente es Vicenta, dueña del 1.º A, quien les abre y les presenta a todos los vecinos. En el primer rellano, conocen a Mauri y a Fernando; ambos viven en el 1.º B y se van de viaje. También aparece la malhumorada hermana de Vicenta, Marisa, que se va a hacer la compra.
En el rellano del segundo, Vicenta les presenta a Concha, quien como siempre está mirando por la mirilla de su puerta del 2.º B. También se abre la puerta del 2.º A y aparecen Juan Cuesta, presidente de la comunidad, y su mujer Paloma, que vive en conflicto constante con doña Concha. Todos se unen al séquito en su rumbo hacia el tercer piso. Sigue sin haber ni rastro del portero. Finalmente alcanzan el 3.º A y pueden deshacerse, no sin dificultad, de los vecinos, que se quedan en la puerta. Encuentran al portero, Emilio, durmiendo en la cama recién llegada de Roberto y Lucía, quienes, tras ver las pintas del portero, piensan que es un toxicómano.
Comienza la mudanza, y se inicia con la discusión de Juan Cuesta y Emilio con los de la mudanza, ya que intentan meter el sofá por el ascensor. Finalmente los de la mudanza se van y dejan todas las cosas de Roberto y Lucía en el portal.
Doña Concha, propietaria también del 3.º B y casera de Alicia y Belén, se presenta en el piso de las chicas con total libertad y reclamando el alquiler.
Emilio conoce a Paco, el nuevo dependiente del videoclub que hay en el edificio, y ambos quedan anonadados cuando baja Alicia; se produce la primera discusión entre Belén y Emilio.
Paloma oye por el patio a Roberto y Lucía discutir, y cuando se marcha a comprar unas cosas Paloma la invita a entrar en su casa. Emilio se queda vigilando el videoclub, y entra Santiago Segura, a quien Emilio confunde con un viejo amigo suyo de la mili, el Parlita. Aparece Mariano, el padre de Emilio, vendedor de libros, y llama al 3.º A; sale Roberto, cubierto únicamente con una toalla, ya que se estaba dando una ducha. La puerta se cierra y él se queda en el rellano, sin llaves y con el grifo de la ducha abierto.
Pasa el resto del capítulo tratando de esconderse; por un error, pierde la toalla y queda completamente desnudo. Lucía, en casa de Paloma, ve las goteras del salón y preocupada por Roberto sube a su casa. Llama y nadie contesta. Mientras tanto, Concha, Vicenta y Marisa entran en casa de Mauri y Fernando para ver si son homosexuales y acaban rompiendo cosas sin querer. Para que ellos no sospechen lo revuelven todo para fingir un robo, pero los dueños del piso entran y son testigos del vandalismo. Juan Cuesta irrumpe en la casa pidiendo ayuda, y acaban subiendo Juan, Mauri, Fernando, las tres señoras, Paloma y Lucía. Esta última destroza la puerta de una patada y descubre que Roberto no está. El joven aparece desnudo delante de todos los vecinos y entra a su casa.

## Producción

### Concepción
Su concepto nació cuando Antena 3 le ofreció a José Luis Moreno hacer una serie, y Alberto y Laura Caballero, quienes realizaban por entonces algunos sketches en Noche de fiesta, se pusieron a hacer los guiones de la serie. La idea de la cadena era tener una serie que mantuviese espectadores durante la franja horaria hasta que en enero llegaran las punteras de la cadena, aunque también explicaron que si fuera bien seguiría en emisión. Los primeros personajes en los que pensaron fueron en una pareja homosexual y dos hermanas cotillas, las cuales viven puerta con puerta.

### Elección del reparto
La elección del reparto, tanto en éste como en los ochenta y nueve siguientes, fue encomendada a Elena Arnao, quien ya había realizado esta función en las series Los ladrones van a la oficina o Cuéntame cómo pasó. Para el papel de Emilio, el actor que había sido elegido decidió rechazar la oferta; así que decidieron darle el papel a Fernando Tejero, quien iba a interpretar a Paco, interpretando este papel Guillermo Ortega. Para las tres jubiladas fueron elegidas Mariví Bilbao, quien aceptó el papel para poder seguir adelante tras la muerte de su marido; Emma Penella, quien, tras cuatro años fuera del mundo interpretativo, fue visitada por José Luis Moreno y aceptó tras las exigencias de sus hijas, y Gemma Cuervo. Para Juan Cuesta, presidente de la comunidad, escogieron a José Luis Gil, quien venía de trabajar en un trío humorístico llamado Entre tres, realizando actuaciones en televisión, algunas en Noche de fiesta, de José Luis Moreno. Los sobrinos, tras ver las actuaciones, pensaron en el actor para encarnar el papel.

### Rodaje
El rodaje del episodio comenzó en junio de 2003 y realizó en una nave industrial de dos mil metros cuadrados situada en la calle de Luna del polígono San Millán de la localidad de Moraleja de Enmedio, en el sur de la Comunidad de Madrid.

## Recepción
En su estreno en televisión se convirtió en el cuarto programa de ficción más visto del día, con 20,9 % de cuota de pantalla y 2 507 000 espectadores. El éxito se pudo deber a la presencia en el episodio del actor Santiago Segura, además de emitirse después la película Torrente, el brazo tonto de la ley, que fue el tercero más visto. Los críticos observaron similitudes con la historieta de Francisco Ibáñez 13, Rue del Percebe. Sin embargo, esto fue negado tanto por los creadores de la serie como por el de la historieta, afirmando este último que no recibió dinero por parte de la cadena.

## Reparto extra
- Esther (Susana Reija): mujer que Armando quería llevarse a su casa. Cuando ve que vive con su madre y su hijo, se va.
- Chicos de la mudanza (Antonio Gómez y Arsenio Luna): mozos de la empresa Mudanzas Plata que le traen la mudanza a Lucía y Roberto. Tienen una discusión con Juan Cuesta y Emilio, y dejan la mudanza en el portal.
- Mariano Delgado (Eduardo Gómez): padre de Emilio, que luego se incorporaría a la serie. Venía a venderle un libro a Ciriaco Cánovas, el antiguo inquilino del 3.º A, Roberto sale a recibirle con una toalla y se le cierra la puerta.
- Santiago Segura (Santiago Segura): va al videoclub por una película y Emilio le confunde con un amigo de la mili.

## Legado
En este episodio se conocieron Eduardo García Martínez y Santiago Segura; esto permitió al segundo saber que era el primer fan de Torrente, y le pareciese el ideal para interpretarlo en Torrente 3: el protector.